# 産科麻酔科学

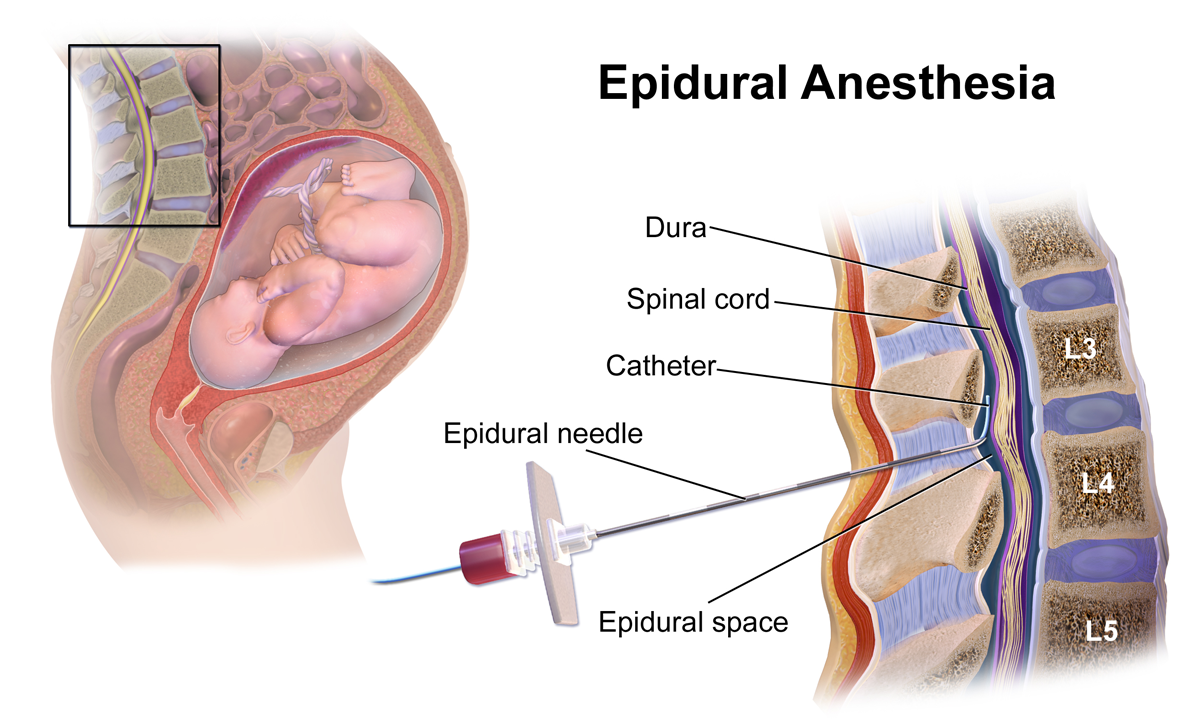
硬膜外麻酔による産痛緩和

産科麻酔(さんかますい)または産科麻酔科学(さんかますいかがく、英語: ob-gyn anesthesiaまたはob- gyn anesthesiology)は、周産期(出産直前、出産中、または出産直後の時期)の疼痛緩和（無痛分娩）と帝王切開の麻酔を行う麻酔科学の下位専門分野(サブスペシャリティ)である。
麻酔科学のその他のサブスペシャリティには、心臓麻酔科学、小児麻酔科学、ペインクリニック、集中治療医学などが含まれる。

## 範囲
産科麻酔科医は通常、産婦人科医のコンサルタントとして、合併症のあるなしにかかわらず、妊娠中の疼痛管理を行う。産科麻酔科医の業務は、主に経膣分娩時の疼痛管理と帝王切開の麻酔管理であるが、その範囲は母体だけでなく胎児の処置の麻酔にも広がってきている。
母体固有の処置には、頸管縫縮、外回転術、産後の両側卵管結紮術(BTL)、および子宮内容除去術(D and E)が含まれる。胎児特有の処置には、胎児鏡下レーザー光凝固および子宮外分娩時治療(EXIT)が含まれる。しかし、ほとんどの分娩室で麻酔科医が行うケアの大部分は、陣痛の鎮痛と帝王切開の麻酔の管理である。

## 歴史
手術における全身麻酔の投与は、1846年10月にボストンでウィリアム・トーマス・グリーン・モートン(1819–1868)によって、この種の最初の成功例として公に実証された。この実践により、手術中のエーテル吸入による鎮痛作用が明らかになった。産科麻酔のパイオニア、特にスコットランドのジェームズ・ヤング・シンプソン(1811–1870)、ロンドンのジョン・スノウ(1813–1858)、米国のウォルター・チャニング(1786–1876)らは、これらの知見を分娩または出産の症例に応用した。
1853年にビクトリア女王が麻酔を受けるまでは、ジエチルエーテルとクロロホルムを産科麻酔薬として使用することは、社会的、宗教的、および医学的な反対に直面していた。しかし、社会情勢の変化とともに、女性たちはこの斬新な方法に対して遠慮がなくなり、分娩時に強力な麻酔薬を投与するよう医師に求めるようになった。医学的な反対も、母子ともに安全であることを示す事例集が出版され、瓦解していった。こうして産科麻酔の登場により、産科医が器具を使用する範囲が広がり、分娩時の器具の使用が容易になった。
モートンが麻酔薬としてエーテルを使用した後、ジェームズ・シンプソンは1847年1月19日、エーテル投与に開放点滴法を用いて産科麻酔の臨床試験を行った。しかし、麻酔後の吐き気や嘔吐のため、後にクロロホルムの使用に切り替えた。その後、シンプソンが個人的にクロロホルムの麻酔効果を発見したことがきっかけとなり、1847年11月にクロロホルムの試用を公開することになった。シンプソンの発表を掲載した医学外科学会の出版物はあまり受け入れられず、その後、かなりの弁明を必要とた。3か月後の1847年4月7日、アメリカの産科で初めてエーテルが使用された。ボストン医学外科学雑誌に記録されたN.C.キープによる最初の投与に続いて、ウォルター・チャニングはアメリカで硫酸エーテルを用いて成功したいくつかの産科症例について述べている。
ジョン・スノウは女王の麻酔を担当し、彼のさまざまな記録された経験を通じて、産科麻酔に関する公衆および医学的意見に影響を与えたとも考えられている。1853年4月7日、王妃の第8子であるレオポルド王子の誕生は一般には公表されなかったが、ロンドンの社交界のエリートはこの出産にクロロホルムが使用されていることを知り、魅力的だと感じていた。この時まで、産科麻酔に対してかなりの一般的および宗教的反対があった。1591年にはスコットランドで、2人の息子の出産のために痛み止めを求めたというだけで、ユーファム・マカレインという女性が生き埋めにされている。このような出産の社会的側面は、ダブリンのチャーチル博士によって認識され、後に産科麻酔の統計について発表された。チャーチルは、裕福な人ほど、このような薬を使うことで楽に出産できたと記録されていることを示唆した。産科麻酔の実践において、ジョン・スノウはシンプソンと大きく異なり、麻酔薬の適切な量の測定と、分娩第2期が始まるまで投与を遅らせることを強調した。また、スノウは、陣痛を起こす患者には意識がなくなるまで麻酔をかけるべきだというシンプソンの主張にも反対していた。このような違いから、「産科麻酔の父」という称号は大きな論争を呼んでいる。

### 宗教的反対
産痛緩和は、宗教と道徳の観点から議論され、ジェームズ・シンプソンはこれを自らの武器として反対派に対抗した。聖書の直訳主義により、陣痛を罪に対する罰と解釈する者が多く、産科麻酔は原始の呪いに関して不敬であるとされたのである。シンプソンは、「律法全体を守っても、一点でも過ちを犯す者は、すべて有罪となる」と唱えた。これは、軽度の痛みは和らげるが、反対や宗教的迫害を恐れて産科麻酔を避ける開業医の多くを指している。反対派の産科医チャールズ・デルセナ・メイグスは、分娩痛に生理学的価値があるという信念を主張し、19世紀中頃には一般の人々にも支持されるようになった。
当初、産科的鎮痛の実践を抑制した、このような陣痛の自然な利点は、完全性という別の宗教的考察から生まれたものである。宗教的反対派は、神の被造物と神の完全性の基準を持つ個人は、そのような産科的介入を必要とするべきではないと主張した。全能の神ご自身による自然の摂理は、そのままにしておくべきだというのである。この主張を裏付けるように、M.ルーセルは、技術的な操作（麻酔など）による社会の洗練は、出産という自然のプロセスにとって益となるよりも害となることの方が多いと主張したのである。

### 医学的異議
医学史家リチャード・シャイロックは、19世紀の医師は人道的な感情によって動かされ、科学によってその実践が形作られたと指摘している。ビクトリア朝の医師たちは、もし苦痛が予防できるものであれば、それを可能な限り取り除くことが自分たちの義務であると考えていた。しかし、麻酔をかける医師は、母親が都会人でなければ、分娩に介入することを避けることが知られていた。そのような人は、助産婦の助けを借りながら、自分たちの力で産むに任せられていた。1854年にシンプソンがこの理論を覆すことができるまで、出産の病態生理学的過程は出産の成功に必要であり、陣痛を鈍らせることはこのプロセスを妨げると考えられていた。シンプソンは、麻酔薬の吸入は、分娩行為や子宮収縮の起こるメカニズムに影響を与えず、むしろ産婦を強い痛みに無感覚にさせると主張した。この発見と、安全に実施された麻酔薬投与の統計的記録により、産科麻酔の痛み止めに対する医学的反対は抑えられた。
陣痛は自然な痛みであり、異常や病気による不快感ではないという矛盾した臨床的解釈から、産科医も助産師も同様に自由放任主義を支持するようになった。そして、動物的な自然な子育ては、産科医の手を借りず、産痛緩和も必要ないということになった。自然哲学の時代に続いて、医師たちは、子育てが芸術の域に達していない地域において、野生動物や「野蛮な人々」が子供を産む能力を呼び起こしたのである。麻酔薬の投与も含め、あらゆる産科医療をニセ科学になぞらえ、19世紀を通じて、この分野の発展を大幅に遅延させた。

### 社会的影響
分娩鎮痛法の社会的差別化は、未開社会と文明社会の間の溝を深め、同時に医療行為における男女の役割分担を浮き彫りにした。未開社会における非介助分娩の結果、特に母親と胎児双方の状況については、あまり記録されていない。この「反産科的」実践のニュースは文明社会に広まらず、麻酔に対して産科的妨害という手段が存続することを許してしまった。医師の戦略の実行可能性を判断するために、産科麻酔の発展を通じて文書化と統計的証拠が好まれた。助産師のマーサ・バラード(1735–1812)の産科日記は、助産師の呼び出し、医師の支援、器具の使用法、症状の詳細を記録しており歴史的に評価されている。産科診療の歴史を提供した最初の女性の1人であるマーサ・バラードの医療行為における女性の疎外感と男性医師の傲慢さに関するメモは、慎重な検討を要した。

### モルヒネ
1800年代初頭にモルヒネが単離されたことは、産科麻酔におけるもう一つの画期的な出来事であった。しかし、この薬が広く使われるようになったのは、1850年代に注射針が発明されてからである。米国で最初に注射器を使用したのはフォーダイス・バーカーで、実は彼はエジンバラを訪れた際、H.J.シンプソンから注射器をプレゼントされたのである。結局、分娩時の疼痛コントロールにモルヒネを使用することは、新生児の呼吸抑制の影響から人気がなくなり、1939年にドイツで初めて作られた、呼吸抑制の影響が少ない合成麻薬であるメペリジンに大きく取って代わられた。メペリジンは、今日でも産科でよく使われている。

### 局所麻酔薬
おそらく産科麻酔における最も重要な発見は、区域麻酔の導入であり、これは局所麻酔薬を使用して広い領域(または神経分布)からの痛みをブロックするものである。最初の局所麻酔薬であるコカインは、1884年にオーストリアの眼科医カール・コラーによって眼科で表面麻酔に使用された。アメリカの外科医ウィリアム・ハルステッドは最初の神経ブロックを、ドイツの外科医アウグスト・ビーアが最初の臨床脊髄くも膜下麻酔、SicardとCathleinが1901年の硬膜外麻酔への仙骨アプローチ、およびスペイン軍の外科医フィデル・パヘスが1921年の腰部硬膜外アプローチを完成させた。1921年、脊髄くも膜下麻酔下での最初の経膣分娩がドイツのKreissによって報告された。ジョージ・ピトキンは、米国で産科脊髄くも膜下麻酔を普及させたとされている。チャールズ B. オドムは、1935年に腰部硬膜外麻酔を産科に導入した。

## 検査
麻酔科医は、患者を安全にケアするために、術中に複数の患者モニターを用いる。これらには、パルスオキシメトリー、カプノグラフィー、心電図、非侵襲的血圧カフモニタリング、体温が含まれるが、これらに限定されない。場合によっては、動脈血ガスモニタリングが使用されることもある。

## 治療
陣痛および経膣分娩のための麻酔には、薬理学的および非薬理学的手法を含むさまざまな方法が含まれる。

### 非薬理学的方法
非薬理学的テクニックには、ラマーズ法、鍼治療、指圧、ルボイヤー法、経皮神経刺激、マッサージ、ハイドロセラピー、垂直ポジショニング、支援者の存在、皮内水注射、バイオフィードバックなどがある。
分娩第1期での水浸は、女性の硬膜外麻酔の使用を減らす可能性があるとされる。あるメタ解析では、薬理学的鎮痛の使用の減少、分娩時間の短縮、帝王切開の発生率の低下など、支援者（ドゥーラ、家族）の存在に利点がある可能性があることが示された。催眠術はさらなる調査が必要である。

### 投薬
産科麻酔医は、以下の薬剤と手技を用いる。
- 非経口(静注)剤:メペリジン、モルヒネ(今日ではほとんど使用されない)、フェンタニルなどのオピオイド[26][27]
- 吸入剤:イソフルラン、セボフルラン、デスフルラン[26]または亜酸化窒素などの揮発性麻酔薬[27]。
- 脊髄幹（区域）麻酔および鎮痛手技：（例えば、硬膜外麻酔、脊髄くも膜下麻酔、硬膜外麻酔併用脊髄くも膜下麻酔）は、今日、米国で最も広く使用されている。これらの局所的な技術は、母親の満足度が高く、経腟分娩時の最も効果的な陣痛緩和と考えられている[27]。分娩のための他の神経ブロックには、異なる神経分布を標的とする傍頸管および陰部神経ブロックが含まれる[27]。

帝王切開の麻酔では、母児への安全性が高いことから、脊髄幹麻酔が主流となっている。ただし、緊急時や脊髄幹麻酔が使用できない場合は、代わりに全身麻酔が使用される。全身麻酔を導入するために使用される薬剤には、チオペンタール、プロポフォール、エトミデート、およびケタミンが含まれる。意識喪失は吸入剤で維持され、必要に応じて筋弛緩剤が使用される。オピオイドは新生児への悪影響が懸念されるため、分娩前に使用することはあまりない。しかし、特定の状況下では、導入と切開に対する高血圧反応を抑制することが重要であり、超短時間作用型オピオイド（レミフェンタニルとアルフェンタニル）は有効かつ安全であるとする報告がある。

## 研修

### アメリカ
米国では、産科麻酔科学は麻酔科学のサブスペシャリティである(つまり、麻酔科医は産科麻酔科医としての資格を得るためにフェローとしてさらに1年間トレーニングを受ける)。
四年制大学の学士号を取得後、学生は四年制大学院に入学し、医学士(M.D.)または整骨医学士(D.O.)の学位を取得する。学位を取得した後、学生は認可された麻酔研修プログラムで4年間の研修を完了し認定試験に合格すると、認定された一般麻酔科医となることができる。産科麻酔科医は、さらに1年間の研修(フェローシップ)を完了して、専門的な経験を積む。現在、産科麻酔科は、麻酔科の認定医になるための追加認定期間とは関係がない。

## 倫理的および法医学的問題
麻酔科医は、酸素運搬能力が低い患者の治療法として、または凝固障害を修正するために、特定の状況で安全に輸血を行う。特定の宗教(たとえば、エホバの証人)は、宗教的信念に基づいて輸血の使用を禁止している。医療倫理は、自律性、善行、無害、正義の4つの柱の上に立っている。患者の自主性に基づき、意思能力があるとみなされ、宗教上の理由で輸血を拒否する人は、その権利を有するとされている。